# Viriato Correia
Manuel Viriato Correia Baima do Lago Filho (Pirapemas, 23 de enero de 1884-Río de Janeiro, 10 de abril de 1967) fue un periodista, escritor, dramaturgo, y político brasileño.

## Actuación política
Fue diputado provincial en el Maranhão en 1911, y diputado federal por el estado del Maranhão en 1927 y 1930.

## Obras
- Balaiada (1927)

## Academia Brasileña de Letras
Viriato Correia fue miembro de la Academia Brasileña de Letras, siendo el tercer ocupante de la silla 32. Fue elegido en 14 de julio de 1938, en la sucesión de Ramiz Galvão, habiendo sido recibido por Múcio Leão en 29 de octubre de 1938.